# Cité internationale des arts
| Cité internationale des arts Paris | Cité internationale des arts Paris                |
| Fakta                              | Fakta                                             |
| ---------------------------------- | ------------------------------------------------- |
| Grundlagt:                         | 1965                                              |
| Funktion:                          | Atelier- und boliganlæg                           |
| Kapacitet:                         | ≈300 brugere                                      |
| Boligstørrelse:                    | 20-40 m²                                          |
| Beliggenhed                        | 48°51′14.5″N 2°21′25″Ø / 48.854028°N 2.35694°Ø    |
| Sted:                              | Paris, Frankrig (4. Arrondissement)               |
| Adresse:                           | 18, rue de l'Hôtel de Ville 75180, Paris Cedex 04 |
| Hjemmeside:                        | Cité des Arts Paris                               |

Cité internationale des arts Paris (CIA) er et atelier- og boliganlæg i Paris som blev grundlagt i 1965. Det er oprettet for at tjene som opholdssted for kunstnere som opholder sig i byen for at studere eller videreuddanne sig i deres fag. Det drives af en stiftelse ved navn Reconnaissance d'utilité publique, som støttes af en række nationale og udenlandske skoler, institutter, universiteter og regeringer. Enkelte institutioner og lande, deriblandt Danmark, disponerer over et antal pladser i anlægget. Opholdet ved Cité varer sædvanligvis seks måneder.
Anlægget betjener kunstnere som allerede har opnået en vis anerkendelse.
Cité betjener omkring 300 kunstnere fra hele verden med boliger og arbejdspladser. Hovedparten af anlægget med omtrent 240 boliger befinder sig i Rue de l'Hôtel de Ville nær Notre Dame. Siden åbningen har omtrent 18.000 kunstnere benyttet sig af faciliteterne.

## Eksterne links
- Officiel hjemmeside

|  | Infoboks uden skabelon Denne artikel har en infoboks dannet af en tabel eller tilsvarende. |